# Astomaspis cancellata
Astomaspis cancellata är en stekelart som först beskrevs av Brulle 1846.  Astomaspis cancellata ingår i släktet Astomaspis, och familjen brokparasitsteklar. Inga underarter finns listade.